# Tušina
Tušina (chirilic: Тушина) este un sat din comuna Šavnik, Muntenegru. Conform datelor de la recensământul din 2003, localitatea are 180 de locuitori (la recensământul din 1991 erau 219 locuitori).

## Demografie
În satul Tušina locuiesc 149 de persoane adulte, iar vârsta medie a populației este de 46,1 de ani (44,6 la bărbați și 47,4 la femei). În localitate sunt 61 de gospodării, iar numărul mediu de membri în gospodărie este de 2,95.
Populația localității este foarte eterogenă.
|  |

| Demografie | Demografie | Demografie |
| An         | Locuitori  | Locuitori  |
| ---------- | ---------- | ---------- |
|            |            |            |
|            |            |            |
|            |            |            |
|            |            |            |
| 1948       | 409        |            |
| 1953       | 421        |            |
| 1961       | 365        |            |
| 1971       | 323        |            |
| 1981       | 308        |            |
| 1991       | 219        | 217        |
| 2003       | 185        | 180        |

| \| Componența etnică conform recensământului din 2003[2] \| Componența etnică conform recensământului din 2003[2] \| Componența etnică conform recensământului din 2003[2] \| Componența etnică conform recensământului din 2003[2] \| Componența etnică conform recensământului din 2003[2] \| \| ----------------------------------------------------- \| ----------------------------------------------------- \| ----------------------------------------------------- \| ----------------------------------------------------- \| ----------------------------------------------------- \| \| \| \| \| \| \| \| Muntenegreni \| Muntenegreni \| \| 92 \| 51,11% \| \| Sârbi \| Sârbi \| \| 86 \| 47,77% \| \| Croați \| Croați \| \| 1 \| 0,55% \| \| necunoscută \| necunoscută \| \| 0 \| 0% \| |              |  |    |        |
| Componența etnică conform recensământului din 2003 |              |  |    |        |
| |              |  |    |        |
| Muntenegreni | Muntenegreni |  | 92 | 51,11% |
| Sârbi | Sârbi        |  | 86 | 47,77% |
| Croați | Croați       |  | 1  | 0,55%  |
| necunoscută | necunoscută  |  | 0  | 0%     |